# Federico Murillo
Federico Murillo (Gualeguaychú, Argentina; 4 de enero de 1997) es un futbolista argentino que se desempeña como lateral derecho y juega en San Martín de Tucumán, de la Primera Nacional de Argentina.

## Trayectoria

### Ferro
Realizó todas las categorías formativas en el Club Ferro Carril Oeste. El entrenador Marcelo Broggi lo convoca a entrenar con primera el 7 de enero de 2017 en Caballito, para realizar la pretemporada con el primer equipo de cara a la segunda parte del Campeonato de Primera B Nacional 2016-17. Concentró por primera vez el 15 de mayo de 2017 por el encuentro entre Ferro y Argentinos Juniors, partido que termina empatado sin goles, Federico Murillo integró el banco pero no tuvo la posibilidad de disputar ningún minuto. Su debut sería el 25 de junio de 2017 ingreso como suplente en el partido entre Ferro y Villa Dalmine siendo que a los 29 minutos del segundo tiempo ingreso por Facundo Affranchino, el partido terminó en empate 0 - 0. El 15 de julio de ese año firma su primer contrato como profesional por 3 años hasta el 30 de junio del 2020. En la pretemporada siguiente es convocado para integrar la misma, siendo que es la segunda que realiza como profesional, compartiendo plantel con una gran lista de jugadores salidos de las inferiores de Ferro
En la temporada siguiente en la que se disputó el Campeonato de Primera B Nacional 2017-18 tuvo un poco más de participación, 8 partidos sin convertir goles.
Mantiene las participaciones en el Campeonato de Primera B Nacional 2018-19, juega en total 7 partidos sin marcar goles.
En la siguiente temporada juega el Campeonato de Primera Nacional 2019-20 comienza a ser una pieza clave siendo recambio del equipo, en total disputa 6 partidos pero sigue sin poder convertir goles.
Tras el parate por Covid sigue en la institución y continúa siendo una pieza de la rotación en el Campeonato Transición de Primera Nacional 2020, disputa 2 partidos.
En el Campeonato de Primera Nacional 2021 continúa en el plantel siendo fundamental en la rotación, disputa 12 partidos y no convierte goles, siendo que el equipo estuvo a punto de ascender jugando dos finales contra Quilmes pero quedándose en la puerta al haber perdido con un arbitraje muy polémico de Lamolina.
Tras el desarme del plantel que peleo por el ascenso y el alejamiento de la dupla técnica de Favio Orsi y Sergio Gómez, continua en el club para disputar el Campeonato de Primera Nacional 2022.

## Estadísticas

### Clubes
Actualizado hasta su último partido disputado el 17 de agosto de 2025.
| Club                          | Div.          | Temporada     | Liga  | Liga  | Liga   | Copas | Copas | Copas  | Internacional | Internacional | Internacional | Total | Total | Total  |
| Club                          | Div.          | Temporada     | Part. | Goles | Asist. | Part. | Goles | Asist. | Part.         | Goles         | Asist.        | Part. | Goles | Asist. |
| ----------------------------- | ------------- | ------------- | ----- | ----- | ------ | ----- | ----- | ------ | ------------- | ------------- | ------------- | ----- | ----- | ------ |
| Ferro Carril Oeste Argentina  | 2.ª           | 2016-17       | 5     | 0     | 0      | —     | —     | —      | —             | —             | —             | 5     | 0     | 0      |
| Ferro Carril Oeste Argentina  | 2.ª           | 2017-18       | 9     | 0     | 0      | —     | —     | —      | —             | —             | —             | 9     | 0     | 0      |
| Ferro Carril Oeste Argentina  | 2.ª           | 2018-19       | 7     | 0     | 0      | —     | —     | —      | —             | —             | —             | 7     | 0     | 0      |
| Ferro Carril Oeste Argentina  | 2.ª           | 2019-20       | 6     | 0     | 0      | —     | —     | —      | —             | —             | —             | 6     | 0     | 0      |
| Ferro Carril Oeste Argentina  | 2.ª           | 2020          | 2     | 0     | 0      | —     | —     | —      | —             | —             | —             | 2     | 0     | 0      |
| Ferro Carril Oeste Argentina  | 2.ª           | 2021          | 12    | 0     | 0      | —     | —     | —      | —             | —             | —             | 12    | 0     | 0      |
| Ferro Carril Oeste Argentina  | 2.ª           | 2022          | 24    | 2     | 0      | 1     | 0     | 1      | —             | —             | —             | 25    | 2     | 1      |
| Ferro Carril Oeste Argentina  | 2.ª           | 2024          | 30    | 2     | 2      | —     | —     | —      | —             | —             | —             | 30    | 2     | 2      |
| Ferro Carril Oeste Argentina  | Total club    | Total club    | 95    | 4     | 2      | 1     | 0     | 1      | 0             | 0             | 0             | 96    | 4     | 3      |
| C. S. y D. Flandria Argentina | 2.ª           | 2023          | 31    | 4     | 0      | —     | —     | —      | —             | —             | —             | 31    | 4     | 0      |
| C. S. y D. Flandria Argentina | Total club    | Total club    | 31    | 4     | 0      | 0     | 0     | 0      | 0             | 0             | 0             | 31    | 4     | 0      |
| San Martín (T) Argentina      | 2.ª           | 2025          | 23    | 0     | 2      | 2     | 0     | 0      | —             | —             | —             | 25    | 0     | 2      |
| San Martín (T) Argentina      | Total club    | Total club    | 23    | 0     | 2      | 2     | 0     | 0      | 0             | 0             | 0             | 25    | 0     | 2      |
| Total carrera                 | Total carrera | Total carrera | 149   | 8     | 4      | 3     | 0     | 1      | 0             | 0             | 0             | 152   | 8     | 5      |
| 1.                            |               |               |       |       |        |       |       |        |               |               |               |       |       |        |